# Rhinolophus borneensis
Rhinolophus borneensis — вид рукокрилих родини Підковикові (Rhinolophidae).

## Поширення
Країни поширення: Камбоджа, Індонезія (Ява, Калімантан), Лаос, Малайзія (Сабах, Саравак), В'єтнам. Цей вид живе у первинних і вторинних лісах. Лаштує сідала у порожнистому бамбуку, молодому листю банана, дуплах дерев і ущелинах, іноді в печерах колонії складаються з кількох сотень особин.

## Загрози та охорона
Немає серйозних загроз. Живе в природоохоронних областях.